# جورج سوتیروپولوس
جورج سوتیروپولوس (انگلیسی: George Sotiropoulos؛ زادهٔ ۹ ژوئیهٔ ۱۹۷۷) ورزشکار هنرهای رزمی ترکیبی اهل استرالیا است. وی بین سال‌های ۲۰۰۴ تا ۲۰۱۴ میلادی فعالیت می‌کرد.
از باشگاه‌هایی که در آن بازی کرده‌است می‌توان به امریکن تاپ تیم اشاره کرد.